# 斯莫利诺 (下诺夫哥罗德州)
斯莫利诺（羅馬化：Smolino）是俄罗斯下诺夫哥罗德州的市级镇，属沃洛达尔斯克区，地处下诺夫哥罗德州西部，在区行政中心沃洛达尔斯克西北、州府下诺夫哥罗德西方。M7公路（伏尔加公路）从该镇北侧经过。
该地2021年人口有2,424人；2010年人口2,742；2002年人口2,911；1989年人口8,098。